# Smooth Operator
Smooth Operator is een nummer van de Britse band Sade. Het nummer werd uitgebracht op hun debuutalbum Diamond Life uit 1984. Op 28 augustus van dat jaar werd het nummer eerst in het Verenigd Koninkrijk en Ierland uitgebracht als de derde single van het album. In oktober volgden Europa, Australië, Nieuw-Zeeland, de VS, Canada en Zuid-Afrika.

## Achtergrond
Leadzangeres Sade Adu schreef Smooth Operator samen met Ray St. John, die voorheen lid was van Adu's voormalige band Pride. Zelf was hij geen lid van Sade. In 1982 schreven Adu en St. John het nummer toen ze nog in Pride zaten, maar de band nam het uiteindelijk niet op omdat St. John de band verliet kort nadat Adu erbij kwam. Het kan worden gezien als het titelnummer van het album Diamond Life, aangezien dit de eerste gezongen regel van de tekst is. Voorafgaand aan de zang spreekt Adu nog een aantal zinnen, die in de singleversie niet voorkomen.
Smooth Operator gaat over een stijlvolle man die op een jetsetmanier van leven leeft. Hij is populair bij vrouwen, maar breekt vaak hun harten. In de regel "Coast to coast, L.A. to Chicago, western male, across the North and South to Key Largo, love for sale" blijkt dat de man vrouwen gebruikt om zijn inkomen te verkrijgen. In een regel die voorkomt in het laatste deel van het nummer, "his heart is cold", blijkt dat hij ook niets voelt voor deze vrouwen. De videoclip versterkt het bericht in het nummer als blijkt dat de "smooth operator" een professionele crimineel is. Zo laat hij een pistool zien aan een geïnteresseerde klant en is hij te zien als pooier. Tevens ontwijkt hij succesvol de politie, die hem in de gaten heeft.
Smooth Operator werd wereldwijd de succesvolste single van Sade en was de eerste top 10-hit van de band in de Verenigde Staten, waarbij de plaat piekte op de 5e positie in de Billboard Hot 100. Ook behaalde de plaat hier de eerste plaats in de Adult Contemporary-lijst. In thuisland het Verenigd Koninkrijk behaalde de eerdere single Your Love Is King een hogere positie in de hitlijst, maar Smooth Operator kwam nog wel tot de 19e positie in de UK Singles Chart.
In Nederland werd de plaat veel gedraaid op Hilversum 3 en werd een radiohit in de destijds drie landelijke  hitlijsten op de nationale publieke popzender. De plaat bereikte de 12e en 19e positie in respectievelijk de Nationale Hitparade en de Nederlandse Top 40 en de 18e positie in de TROS Top 50. In de Europese hitlijst op Hilversum 3, de TROS Europarade, werd géén notering behaald.
In België werd de 19e positie behaald in de voorloper van de Vlaamse Ultratop 50 en de 17e positie in de Vlaamse Radio 2 Top 30. In Wallonië werd géén notering behaald.
Smooth Operator werd gebruikt in de films Tupac: Resurrection (2003), Fun with Dick and Jane (2005) en This Means War (2012) en in de televisieseries Another World, General Hospital en One Life to Live.
Sinds de allereerste editie in december 1999 staat de plaat onafgebroken genoteerd in de jaarlijkse NPO Radio 2 Top 2000 van de Nederlandse publieke radiozender NPO Radio 2, met als hoogste notering een 715e positie in 2014.

## Hitnoteringen

### Nederlandse Top 40
| Hitnotering: 29-09-1984 t/m 03-11-1984 | Hitnotering: 29-09-1984 t/m 03-11-1984 | Hitnotering: 29-09-1984 t/m 03-11-1984 | Hitnotering: 29-09-1984 t/m 03-11-1984 | Hitnotering: 29-09-1984 t/m 03-11-1984 | Hitnotering: 29-09-1984 t/m 03-11-1984 | Hitnotering: 29-09-1984 t/m 03-11-1984 | Hitnotering: 29-09-1984 t/m 03-11-1984 |
| Week                                   | 1                                      | 2                                      | 3                                      | 4                                      | 5                                      | 6                                      |                                        |
| -------------------------------------- | -------------------------------------- | -------------------------------------- | -------------------------------------- | -------------------------------------- | -------------------------------------- | -------------------------------------- | -------------------------------------- |
| Positie                                | 34                                     | 23                                     | 21                                     | 19                                     | 22                                     | 26                                     | uit                                    |

### Nationale Hitparade
| Hitnotering: 06-10-1984 t/m 17-11-1984 | Hitnotering: 06-10-1984 t/m 17-11-1984 | Hitnotering: 06-10-1984 t/m 17-11-1984 | Hitnotering: 06-10-1984 t/m 17-11-1984 | Hitnotering: 06-10-1984 t/m 17-11-1984 | Hitnotering: 06-10-1984 t/m 17-11-1984 | Hitnotering: 06-10-1984 t/m 17-11-1984 | Hitnotering: 06-10-1984 t/m 17-11-1984 | Hitnotering: 06-10-1984 t/m 17-11-1984 |
| Week                                   | 1                                      | 2                                      | 3                                      | 4                                      | 5                                      | 6                                      | 7                                      |                                        |
| -------------------------------------- | -------------------------------------- | -------------------------------------- | -------------------------------------- | -------------------------------------- | -------------------------------------- | -------------------------------------- | -------------------------------------- | -------------------------------------- |
| Positie                                | 16                                     | 12                                     | 15                                     | 15                                     | 20                                     | 21                                     | 30                                     | uit                                    |

### TROS Top 50
Hitnotering: 20-09-1984 t/m 08-11-1984. Hoogste notering: #18 (3 weken).

### NPO Radio 2 Top 2000
| Nummer met noteringen in de NPO Radio 2 Top 2000 | '99  | '00  | '01  | '02  | '03 | '04  | '05  | '06  | '07  | '08  | '09 | '10 | '11 | '12 | '13  | '14 | '15 | '16 | '17 | '18 | '19  | '20 | '21  | '22  | '23 | '24 |
| ------------------------------------------------ | ---- | ---- | ---- | ---- | --- | ---- | ---- | ---- | ---- | ---- | --- | --- | --- | --- | ---- | --- | --- | --- | --- | --- | ---- | --- | ---- | ---- | --- | --- |
| Smooth Operator                                  | 1143 | 1043 | 1008 | 1093 | 947 | 1155 | 1269 | 1261 | 1678 | 1270 | 950 | 863 | 888 | 935 | 1031 | 715 | 811 | 837 | 753 | 993 | 1077 | 978 | 1175 | 1128 | 776 | 984 |

1. ↑  Een vetgedrukt getal geeft de hoogste notering aan.